# Spoorlijn Trenčianska Teplá – Trenčianske Teplice
De spoorlijn Trenčianska Teplá – Trenčianske Teplice (lijn 122: Trenčianska Elektrická Železnica, ook kortweg TREŽ genoemd) is een secundaire smalspoorlijn in Slowakije. Ze heeft het karakter van een landelijke tramlijn en is uitgerust voor elektrische tractie. In het station Trenčianska Teplá (gelegen aan de belangrijke spoorlijn Bratislava – Žilina) geeft de lijn aansluiting met het Slowaakse spoorwegnet (ŽSR). Doorheen de Teplička-vallei leidt ze naar de gemeente Trenčianske Teplice en haar toeristisch kuuroord (thermale baden).

## Geschiedenis

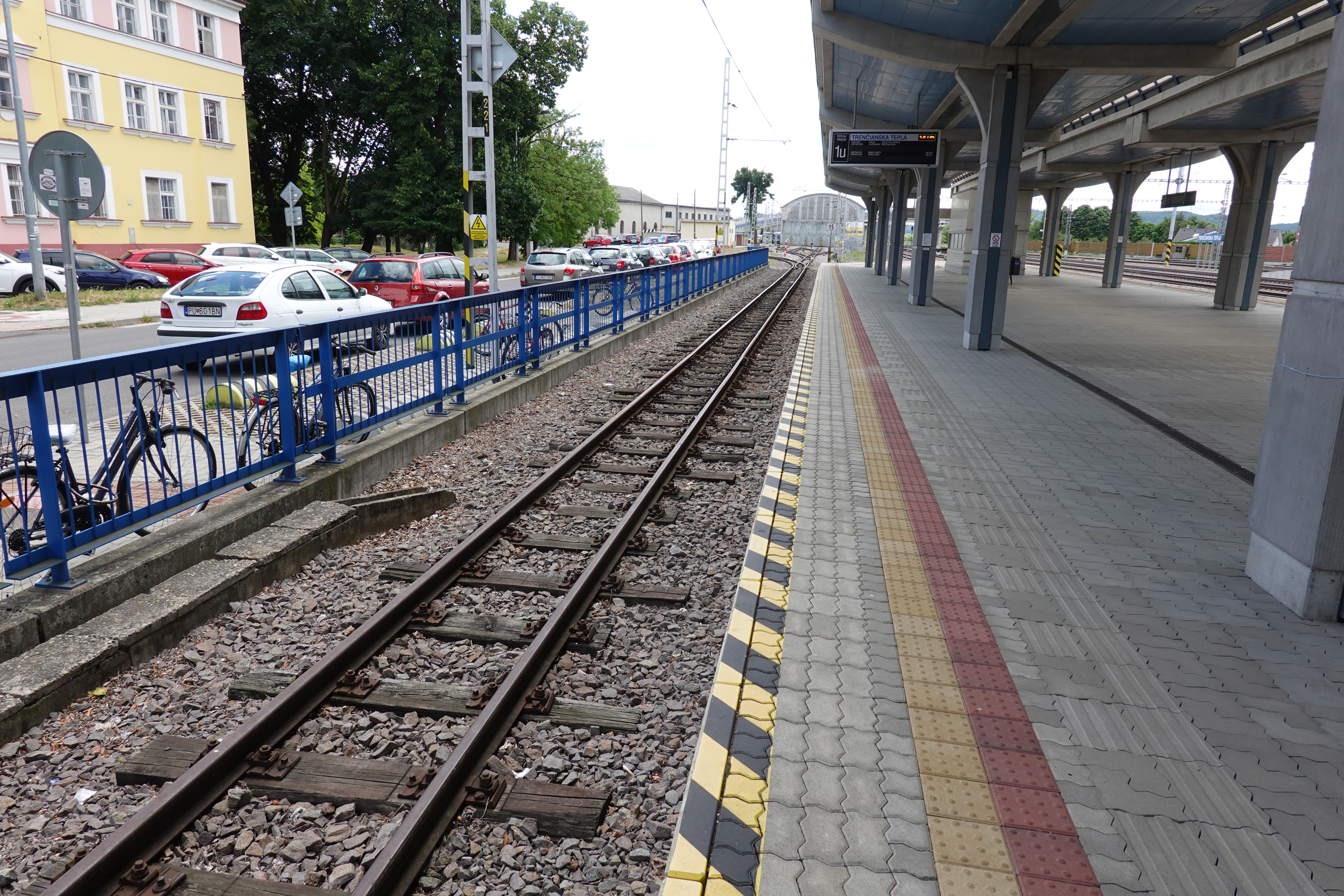
Smalspoor in het oorsprongstation Trenčianska Teplá.

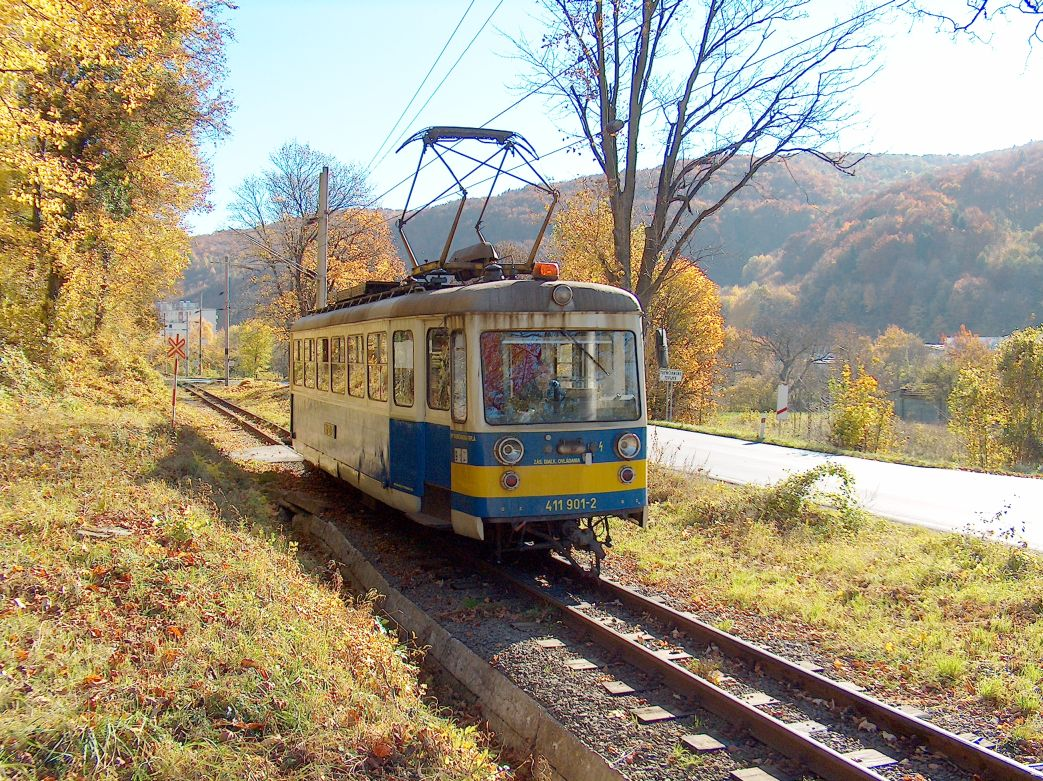
Een motorwagen van de reeks 411.9 doorheen de heide op weg naar het kuuroord.

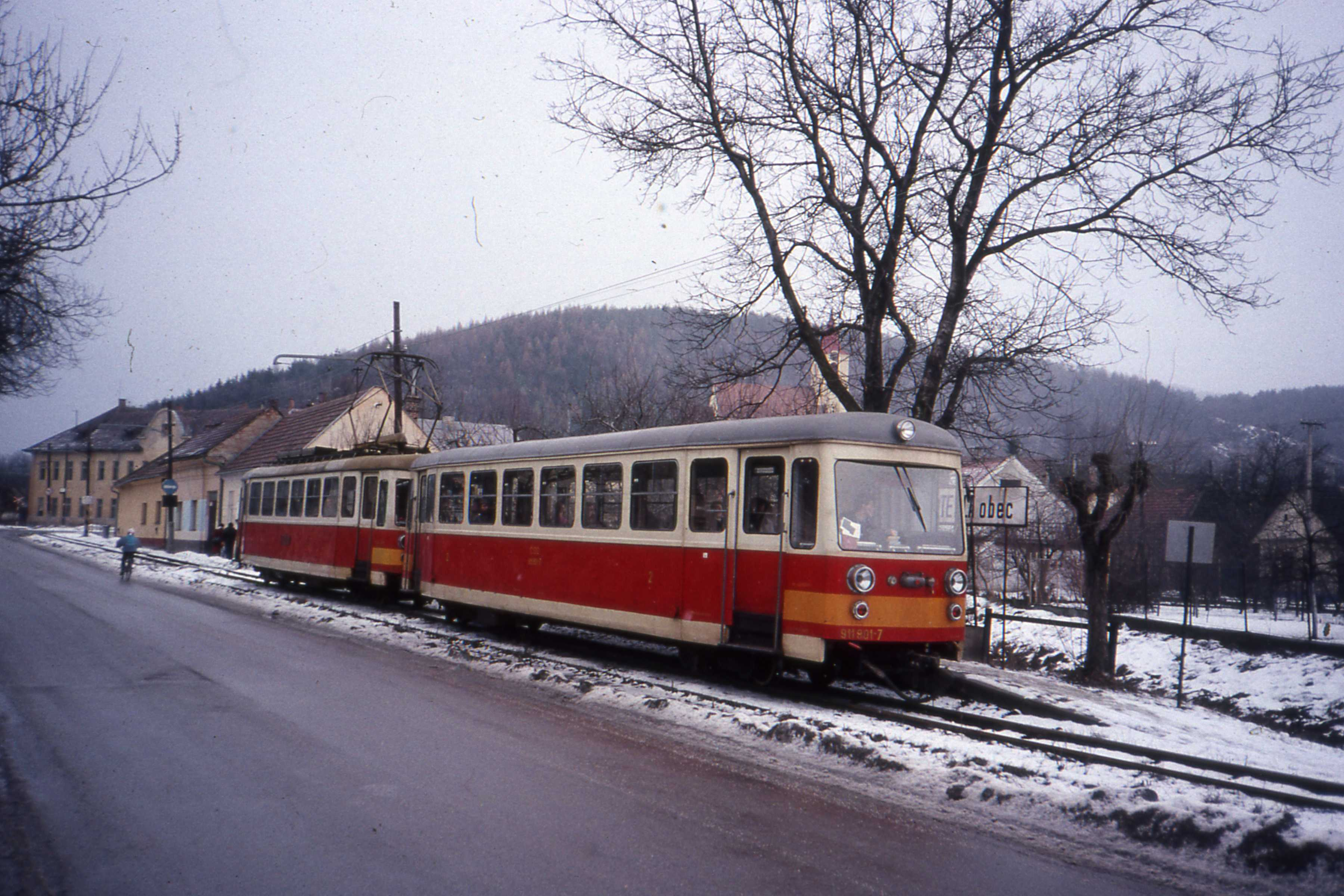
Trein van de reeks 411.9 uitgerust met een stuurpostrijtuig.

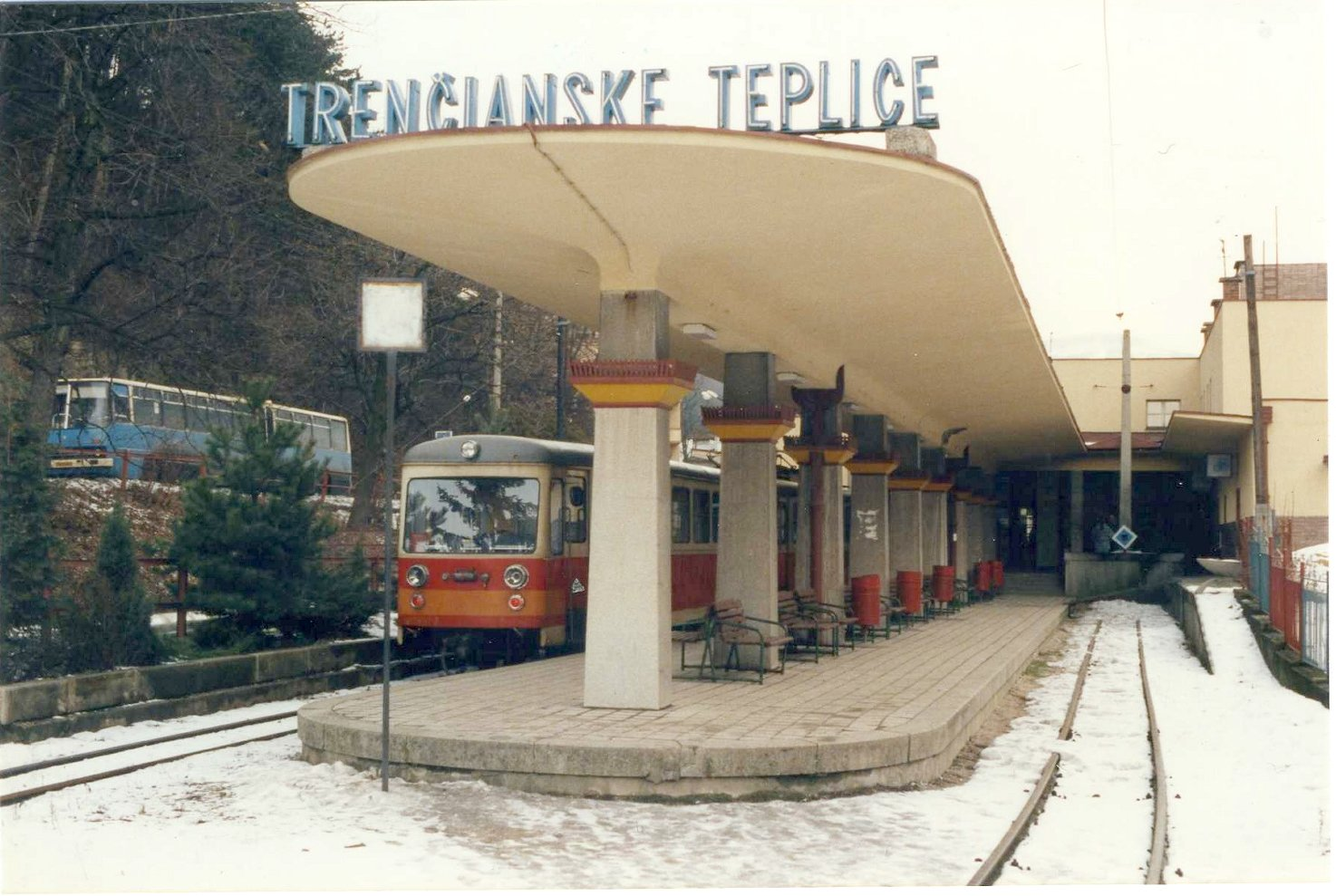
Het eindstation Trenčianske Teplice nabij het kuuroord.

### Aanleg
De lijn werd aangelegd met de bedoeling om klanten aan te voeren naar het kuuroord, vanaf het station Trenčianska Teplá gelegen op hoofdspoorlijn 120: Bratislava – Žilina. De eerste concrete plannen voor de aanleg van de verbinding bestonden reeds in 1886. In 1907 ontving de naburige gemeente Trenčianske Teplice waar het kuuroord gevestigd is, een aanbod van ingenieur Edmund Bleier uit Trenčín, om de aanvoerroute te verwezenlijken onder de vorm van een elektrische smalspoorlijn. De aanleg begon bij de aanvang van het jaar 1908.

### Indienststelling
De datum van ingebruikname varieert volgens de bron: de vervoersmaatschappij vermeldde 27 juni 1909; de gemeente vermeldde precies een maand later: 27 juli 1909. Volgens de krant Trenčín werd het verkeer op de lijn gestart op 27 juni 1909 om 9.00 uur. Dit komt overeen met de gegevens van de vervoersmaatschappij.
Na de opening kende de lijn een relatief groot succes. Tijdens de piekuren was er vaak onvoldoende plaatsaanbod om alle reizigers te vervoeren.
Ooit reden er op het traject ongeveer tien treinen per dag in beide richtingen. 
In de jaren 1980 werd een deel van de lijn omgeleid, hetgeen de constructie van een woonwijk moest toelaten.

### Materieel
De treinen bestonden uit een rijtuig van de reeks 411.9 (gebouwd in de jaren 1950 en drie decennia later gemoderniseerd). Teneinde het plaatsaanbod te vergroten werd vanaf 2008 bijwijlen een rijtuig met stuurpost aan de motorwagen gekoppeld. 
De reistijd bedroeg bij benadering 15 minuten bij een snelheid van 30 km/u.

### Exploitatie
Op de route wordt een vereenvoudigde exploitatie toegepast, zonder treindienstleiders. Het volledige spoortraject is geklasseerd als « technisch monument ». In de episode 2000-2001 werden de sporen vernieuwd met de hulp van het Slowaakse leger.
Sedert de dienstregeling 2004-2005 rijden de treinen zonder ontvanger en verkoopt de machinist de reisbiljetten.
Vanaf 1928 richtte de spoorwegmaatschappij een parallelle openbare autobusdienst in, terwijl de treindienst behouden bleef. Bijna een eeuw later, op 10 december 2011 hebben de Slowaakse Spoorwegen (ŽSR) de regelmatige treindienst geschorst en de exploitatie overgedragen aan de vereniging zonder winstbejag TREŽ die uitsluitend tijdens het hoogseizoen en voor speciale gelegenheden ritten organiseert.

## Inrichting van de lijn
De spoorbreedte is 760 mm. De treinen vertrekken aan een eigen perron in het station Trenčianska Teplá. In totaal zijn er zeven haltes. De toeristische kuurbaden bevinden zich vlak bij het eindpunt Trenčianske Teplice.
Het technisch onderhoud van de voertuigen gebeurt in Trenčianska Teplá, in een werkplaats die zich naast het emplacement van de ŽSR bevindt.

## Haltes
- 0,000 	Trenčianska Teplá (aan het gelijknamige station op de spoorlijn Bratislava – Žilina)
- 0,530 	Trenčianska Teplá obec
- 1,592 	Trenčianska Teplá zastávka
- 3,060 	Kaňová
- 4,283 	Trenčianske Teplice sídlisko
- 4,837 	Trenčianske Teplice zastávka
- 5,427 	Trenčianske Teplice (Kuuroord: Trenčianske Teplice kúpele)